# Tolna versicolor
Tolna versicolor là một loài bướm đêm trong họ Erebidae.